# Catherine Volpicelli
Catherine Volpicelli (Naples , 11 janvier 1839 - Naples, 28 décembre 1894) est une religieuse italienne fondatrice des servantes du Sacré-Cœur et reconnue sainte par l'Église catholique.

## Éducation - Vocation
Entourée de maîtres éclairés, elle étudie les langues, les lettres et la musique. Elle a aussi l'occasion de rencontrer, le 19 septembre 1854 Louis de Casoria, franciscain, qui l'associe à l'Ordre franciscain séculier et lui indique comme unique objet de sa vie le culte du Sacré-Cœur. Elle dira d'ailleurs qu'il s'est agi pour elle « ..d'un traité singulier de grâce prévenante, de charité et de prédilection au Sacré-Cœur amoureux des misères de sa servante ».
Sa vie change : alors qu'elle aurait pu mener une existence mondaine brillante, elle préfère rester au milieu de la société comme « pêcheuse d'âmes ». 
Soutenue par son confesseur, le Père Léonard Matera, elle entre d'abord, en 1869, dans le groupe des Adoratrices perpétuelles du Saint-Sacrement, mais sa santé l'empêche d'y rester.

## L'Apostolat de la prière à Naples
Catherine découvre alors « l'Apostolat de la Prière » au travers de leur publication « Le Messager du Cœur de Jésus ». Elle écrit au Père Ramière, directeur de l'œuvre en France, lequel lui répond en lui envoyant toutes les explications souhaitées. En juillet 1867, ce dernier la rejoint à Naples, il y visite la place « Largo Petrone alla Salute », où Catherine souhaitait établir le Siège de ses activités apostoliques dans le but de « faire renaître dans les Cœurs, dans les farnilles et dans la société l'amour pour Jésus-Christ ». Elle est ainsi la première « zélatrice » de l'Apostolat de la Prière en Italie. 
Avec les autres zélatrices, ses compagnes, elle fonde, le 1er juillet 1874 le nouvel institut des Servantes de Sacré-Cœur, d'abord approuvé par le Cardinal Archevêque de Naples, et, ensuite, le 13 juin 1890, par le pape Léon XIII qui lui accorda « Le Décret de Louange ».
Fidèle à l'Eucharistie à la source de toutes ses actions, elle ouvre une école pour les orphelins, fonde une bibliothèque ambulante et institue l'Association des filles de Marie. 
Rapidement ensuite, elle ouvre d'autres maisons : deux à Naples (Palazzo Sansevero et près de l'Église de la Sagesse), mais aussi à Ponticelli, à Minturno, à Meta di Sorrento et à Rome. C'est d'ailleurs à Ponticelli, que les Servantes du Sacré-Cœur se distingueront par leur dévouement lors de l'épidémie de choléra en 1884. 
Le 16 mai 1884, le nouvel Archevêque de Naples, le Cardinal Julien Sanfelice, consacre le sanctuaire dédié au Sacré-Cœur de Jésus, que Catherine Volpicelli avait fait ériger à côté de la maison généralice de ses œuvres.

## Le Congrès Eucharistique
La participation de Catherine au premier Congrès eucharistique national célébré à Naples en 1891 est l'acte culminant de l'apostolat de la Fondatrice. À cette occasion, elle présente une riche exposition d'objets sacrés destinés aux églises pauvres. Elle organise également l'adoration eucharistique dans la cathédrale et anime un grand mouvement de confession et communion générales. Catherine Volpicelli s'éteint à Naples le 28 décembre 1894.

## Béatification et Canonisation

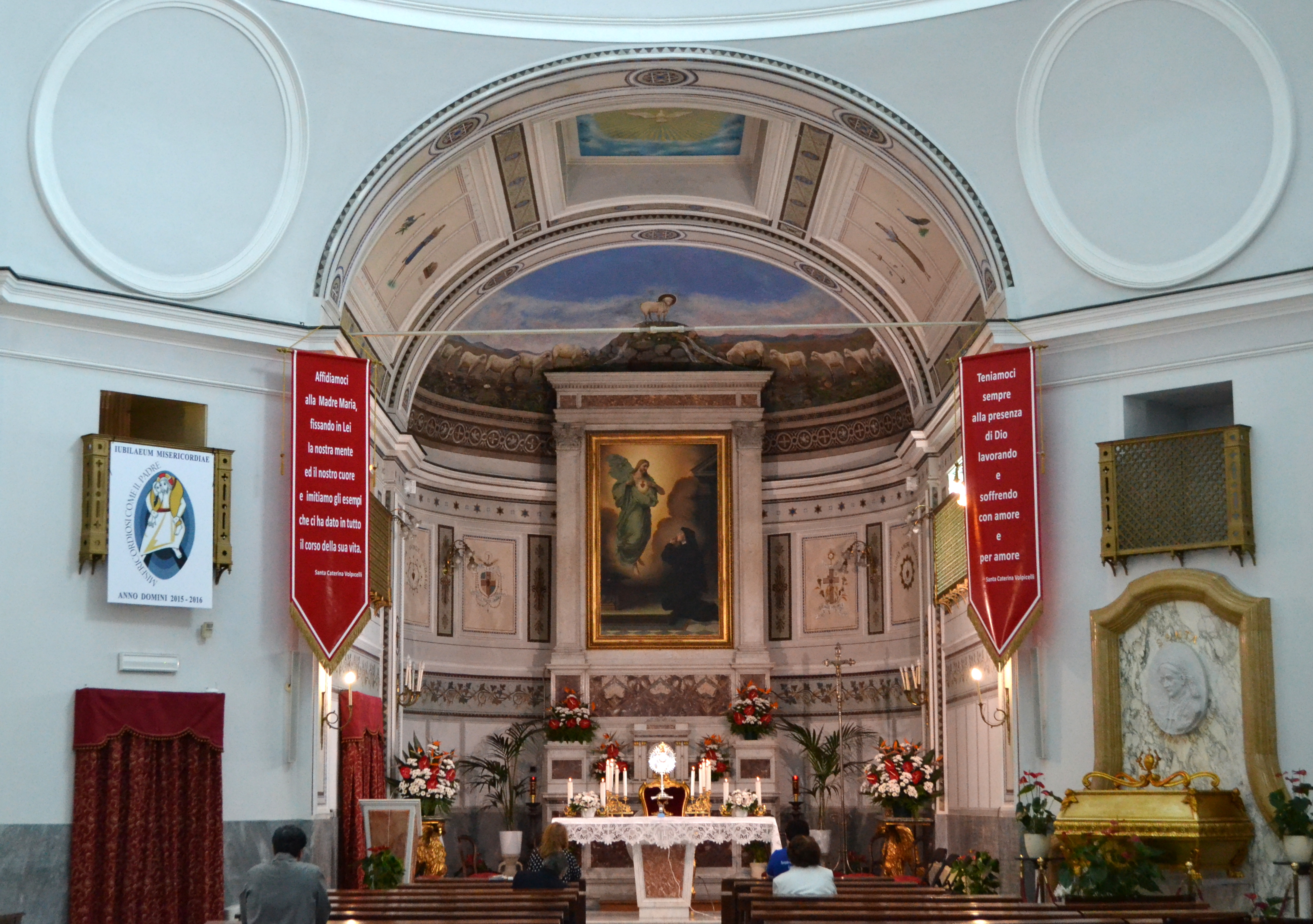
Église Sainte Catherine Volpicelli à Naples

L'instruction de la cause de Catherine a lieu entre les années 1896 à 1902 et le procès est officiellement introduit auprès la congrégation des Rites le 11 janvier 1911. Elle est déclarée vénérable le 25 mars 1945 par le pape Pie XII, béatifiée le 29 juin 1999 par Jean-Paul II et canonisée par Benoît XVI le 26 avril 2009, sa fête est le 28 décembre. 
Son corps repose dans le sanctuaire diocésain du Sacré-Cœur de Naples.